# Lythrum lydiae
Lythrum lydiae är en fackelblomsväxtart som beskrevs av A.K. Sytin. Lythrum lydiae ingår i släktet fackelblomstersläktet, och familjen fackelblomsväxter. Inga underarter finns listade i Catalogue of Life.